# Очільники Тернополя

### Війти
- 1540 - Якуб Будзановський
- 1593 - Лаврик
- 1672 - Степан Любинецький
- 1691 - Войцех Доманський

### Бургомістри
- 1816 — 1826 — Миколай Князьолуцький;
- 1827 — 1844 — Ян Марцінкевич;
- 1845 — 1849 — Антон Дзямський (пол. Antoni Dziamski);
- 1850—1853 — Сильвестр Джемалик;
- 1854 — місце вакантне;
- 1855 — 9.06.1868 — Володимир Мандль;
- 1868 — 18.11.1872 — Раймунд Шмідт;
- 1872 — 02.11.1892 — Леон Козьмінський;
- 1894 — 22.02.1896 — Фелікс Погорецький (помер);
- 1896 — 11.04.1903 — Володимир Лучаківський (помер);
- 1903 — 1909 — Людвік Пунчерт;
- 1909 — 25.05.1910 — Станіслав Мандль (відставка);
- лютий 1913 — 1915 — Станіслав Мандль;
- 1915 — 1917 — Еміль Міхаловський;
- 1917 — 1918 — Станіслав Мандль;
- 1928 — Віктор Новаковський;
- 1930 — 1934 — Влодзімеж Ленкевич;
- 16.4.1934 — 17.9.1939 — Станіслав Відацький.

### Посадники
- Семен Сидоряк[1]
- Осип Гринкевич[2]

### Комісари
- серпень 1892 — вересень 1894 — Болеслав Студзінський;
- 1910 — 1912 — Чеслав Трембалович;
- 1912 —1913 — Станіслав Мандль;
- 1920 — 1925 — Володимир Ленкевич;
- 1926 — 1927 — Казімеж Яворчиковський;
- 1.1.1929 — серпень 1929 — Казімеж Голінський;
- серпень 1929 — грудень 1929 — Станіслав Седлецький.

### Комендант
- Болюх Василь

### Голови міськвиконкому
- Скарлато Михайло Якович (15 січня 1948 — березень 1950)
- Фоменко Юрій Володимирович (1950 — 195.2)
- Сидоренко Іван Андрійович (195.4 — 196.2)
- Церковнюк Олексій Євгенович (1963 — січень 1965)
- Мельничук Леонід Трохимович (1965 — лютий 1973)
- Кородюк Іван Никонович (лютий 1973 — листопад 1984)
- Кучеренко Анатолій Іванович (листопад 1984—1991)

### 1-і секретарі міського комітету КПУ
- Зінченко Костянтин Захарович (1945 — .11.1946)
- Компанець Іван Данилович (.11.1946 — .02.1948)
- Дружинін Володимир Миколайович (.02.1948 — .01.1950)
- Семенов Григорій Олексійович (.01.1950 — .12.1950)
- Короленко Лука Ваніфатійович (.12.1950 — 26 жовтня 1963)
- Данік Михайло Андрійович (26 жовтня 1963 — січень 1965)
- Церковнюк Олексій Євгенович (січень 1965 — 16 квітня 1971)
- Соколов Михайло Васильович (19.06.1971 — 1981)
- Шемчук Віктор Миколайович (1981 — 1983)
- Зайчук Володимир Федорович (1983 — 198.6)
- Рибін Віктор Петрович (198.8 — 1991)
- Сухий Ярослав Михайлович (1991 — .08.1991)

### Міські голови Тернополя
- Негода В'ячеслав Андронович (1990—1998)
- Кучеренко Анатолій Іванович (1998—2002)
- Левків Богдан Євгенович (2002—2006)
- Заставний Роман Йосипович (2006—2010)
- Надал Сергій Віталійович (2010—202.)